# (9540) Mikhalkov
(9540) Mikhalkov (1982 UJ7) – planetoida z pasa głównego asteroid okrążająca Słońce w ciągu 5,48 lat w średniej odległości 3,11 j.a. Odkryta 21 października 1982 roku.